# セルビア科学芸術アカデミー

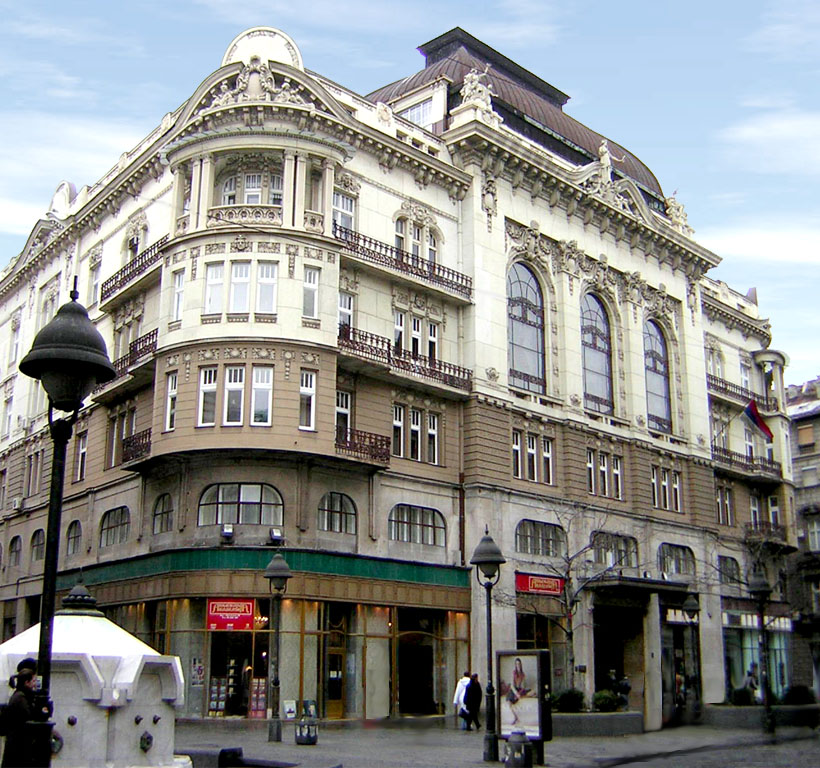
1922年に立てられたセルビア科学芸術アカデミーの建物

セルビア科学芸術アカデミー（セルビア語:Српска академија наука и уметности / Srpska Akademija Nauka i Umetnosti; САНУ / SANU）は、セルビアで最高の学術機関である。

## 設立
セルビア科学芸術アカデミーは公的に1886年11月1日に設立されて以来、セルビアで最高の学術機関である。王立アカデミー設置法によれば、ミラン1世は最初の会員とされ、彼によって他のアカデミーの会員を選出するものとされた。最初の会員たちの名はミラン1世によって1887年4月5日に発表された。このとき、セルビア科学芸術アカデミーには4つのアカデミーがあった。その時のアカデミーの会員たちは次の通り:
| 自然科学アカデミー - ヨシフ・パンチッチ(Josif Pančić) - Dimitrije Nešić - Jovan Žujović - Ljubomir Klerić 哲学アカデミー - Stojan Novaković - Milan Kujundžić - Svetislav Vulović - Svetomir Nikolajević | 社会科学アカデミー - Čedomilj Mijatović - Milan Đ. Milićević - Ljubomir Kovačević - Panta Srećković 芸術アカデミー - Ljubomir Nenadović - Matija Ban - Mihailo Valtrović - Davorin Jenko |

## 継承
セルビア王立科学アカデミーはセルビア学会に継承され、1892年にセルビア科学芸術アカデミーに吸収された。このとき、セルビア王立科学アカデミーの会員は科学芸術アカデミーの正会員あるいは名誉会員として受け入れられた。以前に、セルビア学会がセルビア文芸学会を引き継いだ時も同様であった。セルビア文芸学会はセルビア公国で初の学会であった。セルビア王立科学アカデミーを率いた権威にはヨヴァン・ツヴィイッチ（Jovan Cvijić）らがいた。